# アンドレ・フェリペ・リベイロ・デ・ソウザ
アンドレ・フェリペ・リベイロ・デ・ソウザ（André Felipe Ribeiro de Souza、1990年9月27日 - ）は、ブラジル・リオデジャネイロ州カブ・フリウ出身のサッカー選手。ポジションはフォワード。

## 経歴
2009年からサントスFCに所属し、リーグ戦で14試合で7得点を記録した。2010年6月、ウクライナのFCディナモ・キーウへ移籍金810万ユーロ（約9億円）の5年契約で移籍した。
2011年1月、フランスのFCジロンダン・ボルドーに半年間のレンタル移籍。7月19日、ブラジルのアトレチコ・ミネイロにレンタル移籍した。
2016年1月より、SCコリンチャンス・パウリスタへ完全移籍した。

## 代表歴
ブラジル代表として、2010 FIFAワールドカップ後最初の試合となった2010年8月11日のアメリカ戦で代表デビューを果たした。

## タイトル

### クラブ
サントスFC
- カンピオナート・パウリスタ : 2010
- コパ・ド・ブラジル : 2010
- レコパ・スダメリカーナ：2012

アトレチコ・ミネイロ
- カンピオナート・ミネイロ : 2012, 2015
- レコパ・スダメリカーナ：2014
- コパ・ド・ブラジル：2014

スポルチ・レシフェ
- カンピオナート・ペルナンブカーノ：2017

グレミオ
- カンピオナート・ガウショ：2019